# Organo della chiesa di San Giacomo a Lüdingworth

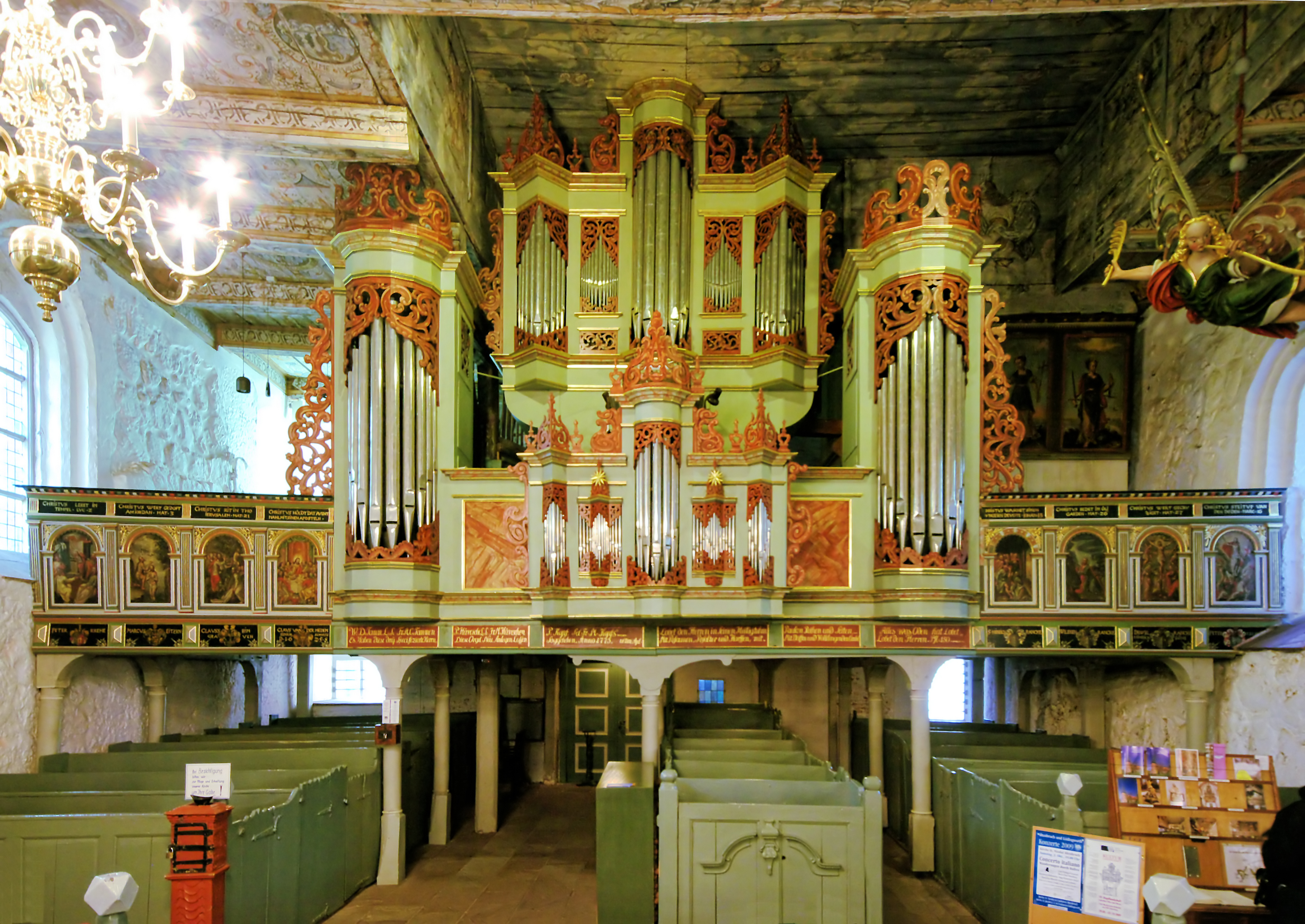
L'organo della chiesa di San Giacomo a Lüdingworth.

Con organo della chiesa di San Giacomo ci si riferisce a un organo monumentale costruito a  Lüdingworth, frazione di Cuxhaven, in Germania.

## Storia
Negli anni 1598-99 il vecchio organo gotico della chiesa di San Giacomo, realizzato da Hendrik Niehoff e da Jasper Johannsen, subì un rifacimento da parte dell'organaro Antonius Wilde. Wilde lavorò principalmente sul blockwerk, arricchendolo con registri ad anima e ad ancia. Successivamente, lo strumento venne ampliato nel 1682-83 dal celebre organaro Arp Schnitger, il quale costruì una nuova cassa e riutilizzò molto del materiale di Wilde.
Schnitger mantenne i registri ad ancia da 8' e aggiunse uno scharf al Brustwerk. Inoltre, realizzò un accoppiamento per il manuale dell'Hauptwerk. Un nuovo Rückpositiv, costruito da Andreas Weber, allievo di Schnitger, arricchì la sonorità del vecchio materiale rinascimentale di Wilde. In aggiunta, Schnitger sistemò la basseria in due torri e la ampliò con alcuni registri nuovi. 
Nel 1745 Jakob Albrecht sostituì la dulciana da 16' di Schnitger con una vox humana da 8'. Altri interventi di restauro vennero compiuti nel 1930-31 dalla Emil Hammer Orgelbau e nel 1960-61. La dulciana rimossa da Albrecht venne ricostruita nel 1982 da Jürgen Ahrend, il quale installò nuovamente un cornetto da 2' nella pedaliera, che era stato rimosso. L'organo, dal 1999, è intonato secondo il temperamento mesotonico.

## Caratteristiche tecniche
La trasmissione è interamente meccanica, l'aria è fornita da quattro mantici a cuneo, il corista del La corrisponde a 465 Hz e il temperamento è il mesotonico a un quarto di comma. La disposizione fonica è la seguente:
| Primo manuale - Rückpositiv |        |     |
| Principal                   | 4'     | A/S |
| Gedact                      | 8'     | W   |
| Spitzfloit                  | 4'     | S   |
| Octava                      | 2'     | S   |
| Waldflöt                    | 2'     | S   |
| Siflit                      | 1' 1/2 | S   |
| Sexquialtera                | II     | S   |
| Terzian                     | II     | S   |
| Scharff                     | IV-VI  | S   |
| Dulcian                     | 16'    | S/A |

| Secondo manuale - Oberwerk |     |     |
| Principal                  | 8'  | W   |
| Quintadene                 | 16' | W/S |
| Rohrfloit                  | 8'  | W   |
| Octave                     | 4'  | W   |
| Hohlfloit                  | 4'  | W   |
| Nahsat                     | 3'  | W   |
| Octave                     | 2'  | W   |
| Rauschpfeife               | II  | W/S |
| Mixtur                     | V   | W/S |
| Zimbel                     | III | A   |
| Trommette                  | 8'  | W   |

| Terzo manuale - Brustwerk |     |     |
| Gedacktes                 | 4'  | W   |
| Quintfloit                | 3'  | W   |
| Octave                    | 2'  | W/S |
| Scharff                   | III | S   |
| Regal                     | 8'  | W   |

| Pedal        |     |   |
| Principal    | 8'  | S |
| Untersatz    | 16' | W |
| Octave       | 4'  | W |
| Nachthorn    | 2'  | A |
| Rauschpfeife | II  | W |
| Mixtur       | V   | A |
| Posaune      | 16' | S |
| Trommett     | 8'  | W |
| Cornet       | 2'  | A |

| Accessori   |
| Tremulant   |
| Cymbelstern |
| Vogelgesang |

W = Antonius Wilde (1598-99).
S = Arp Schnitger (1682-83).
A = Jürgen Ahrend (1981-82).